# Peperomia kanalensis
Peperomia kanalensis är en pepparväxtart som beskrevs av C. Dc.. Peperomia kanalensis ingår i släktet peperomior, och familjen pepparväxter. Inga underarter finns listade i Catalogue of Life.